# Syngamia lophoceralis
Syngamia lophoceralis là một loài bướm đêm trong họ Crambidae.